# IC 5013
IC 5013 је елиптична галаксија у сазвјежђу Микроскоп која се налази на листи објеката дубоког неба у Индекс каталогу.
Деклинација објекта је - 36° 2' 33" а ректасцензија 20h 28m 34,9s. Привидна величина (магнитуда) објекта IC 5013 износи 14,0 а фотографска магнитуда 15,0. IC 5013 је још познат и под ознакама MCG -6-45-3, ESO 400-30, AM 2025-361, PGC 64773.